# Municipio Las Margaritas
Koordinaten: 16° 20′ N, 91° 55′ W
Las Margaritas ist ein Municipio im Osten des mexikanischen Bundesstaats Chiapas. Das Municipio liegt in der Sierra Madre de Chiapas. Das Municipio hat über 110.000 Einwohner und eine Fläche von 3.025,7 km². Verwaltungssitz und größter Ort des Municipios ist das gleichnamige Las Margaritas.

## Geographie
Das Municipio Las Margaritas liegt im Osten des mexikanischen Bundesstaats Chiapas auf Höhen zwischen 100 m und 2600 m. Es zählt zur Gänze zur physiographischen Provinz der Sierra Madre de Chiapas und liegt gänzlich in der hydrologischen Region Grijalva-Usumacinta. Die Geologie des Municipios wird zu 77 % von Kalkstein bestimmt bei 18 % Sandstein-Lutit; vorherrschende Bodentypen sind der Luvisol (42 %), Leptosol (35 %) und Phaeozem (14 %). Etwa 67 % der Gemeindefläche sind bewaldet, 18 % werden von Weideland eingenommen, 14 % dienen dem Ackerbau.
Das Municipio Las Margaritas grenzt an die Municipios La Trinitaria, La Independencia, Comitán de Domínguez, Chanal, Altamirano, Ocosingo und Maravilla Tenejapa sowie an die Republik Guatemala.

## Bevölkerung
Beim Zensus 2010 wurden im Municipio 111.484 Menschen in 20.288 Wohneinheiten gezählt. Davon wurden 49.571 Personen als Sprecher einer indigenen Sprache registriert, darunter 40.631 Sprecher des Tojolabal, 2.717 Sprecher des Tzotzil, 2.035 Sprecher des Kanjobal und 1.276 Sprecher des Tzeltal. Knapp 26 Prozent der Bevölkerung waren Analphabeten. 34.264 Einwohner wurden als Erwerbspersonen registriert, wovon 86 % Männer bzw. 1,2 % arbeitslos waren. Über 60 % der Bevölkerung lebten in extremer Armut.

## Orte
Das Municipio Las Margaritas umfasst 393 bewohnte localidades, von denen der Hauptort sowie Plan de Ayala vom INEGI als urban klassifiziert sind. 17 Orte wiesen beim Zensus 2010 eine Einwohnerzahl von über 1000 auf, 209 Orte hatten weniger als 100 Einwohner. Die größten Orte sind:
| Ort                                 | Einwohner |
| Las Margaritas                      | 20.786    |
| Plan de Ayala                       | 03.164    |
| Veinte de Noviembre                 | 02.207    |
| Jalisco                             | 01.915    |
| Yasha                               | 01.862    |
| Chiapas                             | 01.808    |
| Nuevo San Juan Chamula (El Pacayal) | 01.684    |
| Bajucú                              | 01.665    |
| Francisco I. Madero                 | 01.626    |
| Justo Sierra (San Francisco)        | 01.386    |
| El Edén                             | 01.283    |
| Saltillo                            | 01.222    |
| El Vergel                           | 01.177    |
| Rafael Ramírez                      | 01.075    |
| Veracruz                            | 01.062    |
| Lomantán                            | 01.034    |
| El Progreso                         | 01.007    |
| San Pedro Yutniotic                 | 00.996    |
| San Antonio los Montes              | 00.980    |